# Theatre of Pain
Theatre of Pain är hårdrocksgruppen Mötley Crües tredje studioalbum, utgivet den 21 juni 1985.
Albumet blev med balladen "Home Sweet Home" och covern på Brownsville Stations "Smokin' in the Boys' Room" gruppens stora kommersiella genombrott. Här hade man också till skillnad från gruppens två första album anpassat sig till en mer mainstreaminriktad publik.
Mötley Crüe tillägnade albumet Hanoi Rocks före detta trummis Razzle, som omkom i en bilolycka där sångaren Vince Neil alkoholpåverkad körde bilen.

## Låtförteckning
All sångtext är skriven av Nikki Sixx utom "Smokin' in the Boys Room" av Cub Koda och Michael Lutz. 
| 1. | City Boy Blues                                       | 4:10 |
| 2. | Smokin' in the Boys Room (Brownsville Station-cover) | 3:27 |
| 3. | Louder Than Hell                                     | 2:32 |
| 4. | Keep Your Eye on the Money                           | 4:40 |
| 5. | Home Sweet Home                                      | 3:59 |

| 6.  | Tonight (We Need a Lover) | 3:37 |
| 7.  | Use It or Lose It         | 2:39 |
| 8.  | Save Our Souls            | 4:13 |
| 9.  | Raise Your Hands to Rock  | 2:48 |
| 10. | Fight for Your Rights     | 3:50 |

## Medverkande
- Vince Neil – sång, bakgrundssång, munspel
- Mick Mars – gitarr, bakgrundssång
- Nikki Sixx – elbas, synthesizer, bakgrundssång
- Tommy Lee – trummor, slagverk, piano, bakgrundssång